# Tanjong Pagar

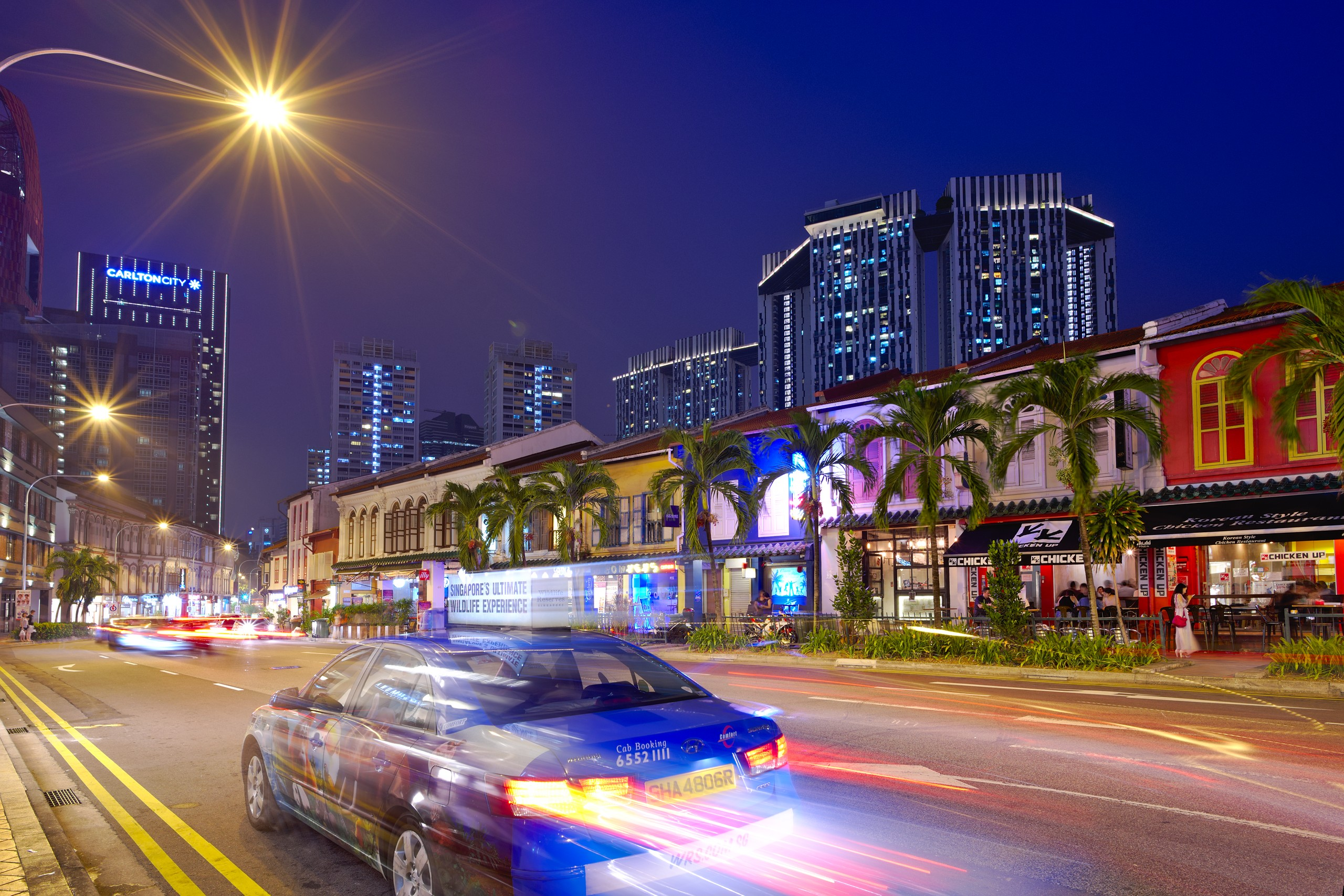
Tanjong Pagar Hauptstraße

Tanjong Pagar (alternativ: Tanjung Pagar) ist ein historisches Viertel im Central Business District von Singapur, das sich zwischen dem Outram Planning Area und dem Downtown Core unter den städtebaulichen Zonen der Urban Redevelopment Authority befindet.

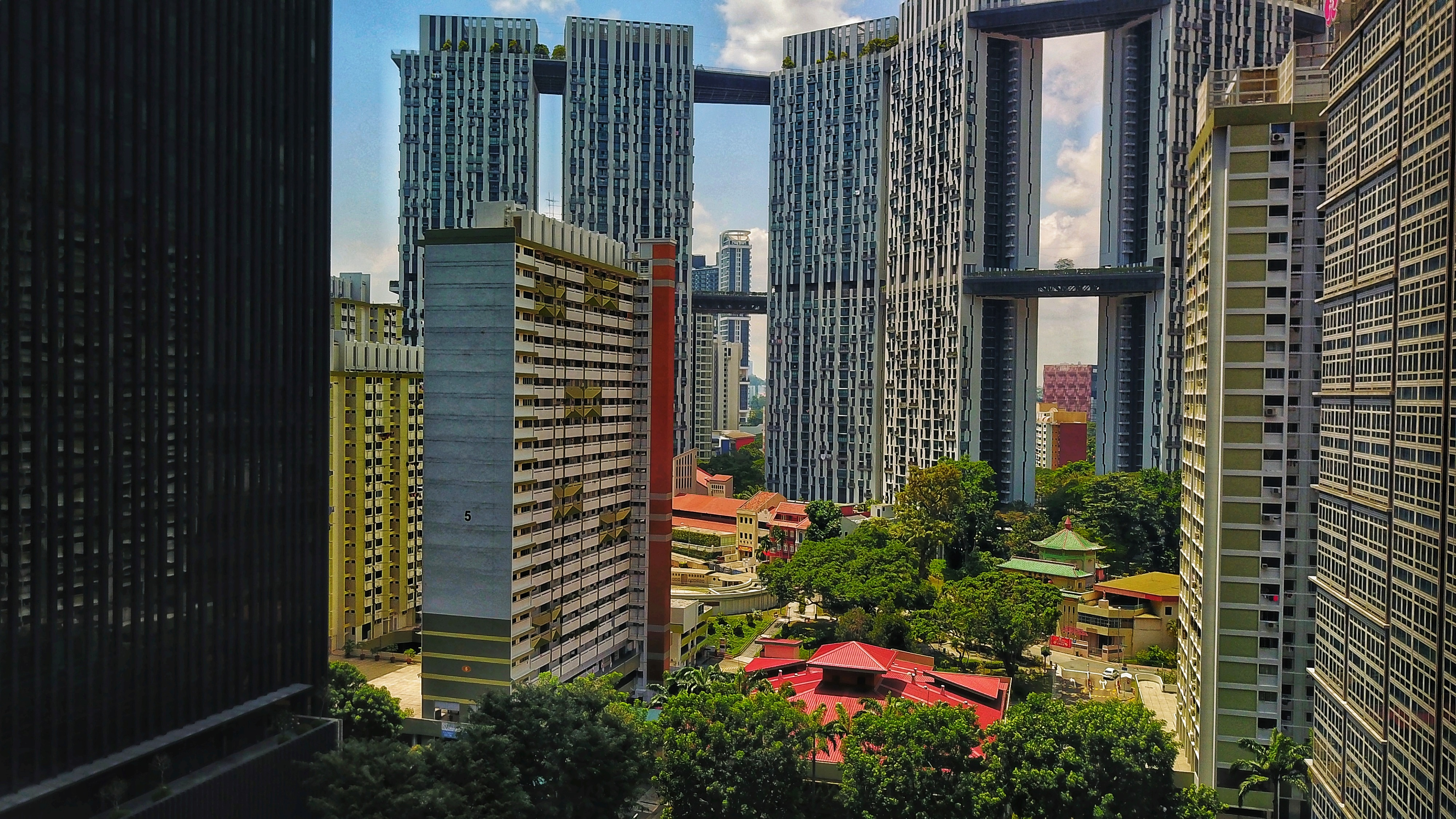
Obwohl der Stadtteil historisch ist, ist das Stadtbild auch durch moderne Hochhausbauten, wie dem Pinnacle@Duxton geprägt.

## Lage, Name
Tanjong Pagar (Jawi: تنجوڠ ڤاڤر) bedeutet auf Malaiisch „Kap der Pfähle“, ein Name, der seine Ursprünge als Fischerdorf auf einem ehemaligen Vorgebirge widerspiegelt. Es wurde vermutet, dass der Name durch die Anwesenheit von Kelongs (Offshore-Palisadenfischer mit Holzpfählen und Querstücken) inspiriert wurde, die entlang des Küstenabschnitts vom Dorf Tanjong Malang bis zum heutigen Tanjong Pagar aufgestellt wurden. Es handelt sich möglicherweise um eine Verfälschung des früheren Namens Tanjong Passar, einer Straße, die von der South Bridge Road zum Fischerdorf führte und in George Drumgoole Colemans Karte der Stadt von 1836  erschien.
Ein malerischer Bericht über die Benennung dieses Teils der Küste entspringt dem Reich der lokalen Legende. Den malaiischen Annalen zufolge gab es eine Zeit, in der die Dörfer entlang der Küste Singapurs unter heftigen Angriffen von Schwertfischschwärmen litten. Auf Anraten eines besonders klugen Jungen namens Hang Nadim errichtete der Sri Maharajah entlang der Küste eine Barrikade aus Bananenstängeln, die die angreifenden Fische beim Sprung aus dem Wasser erfolgreich mit der Schnauze einfing.
Der ursprüngliche Name für Tanjong Pagar soll auch Salinter, ein Fischerdorf, sein. Als die Tanjong Pagar Dock Company (1864) aufgrund der zunehmenden Schifffahrtsaktivitäten in den 1850er Jahren gegründet wurde, wurden Kais gebaut. Tanjong ist „Kap“ und Pagar bedeutet „Zaun“ oder umschlossener Raum, d. h. Kai, an dem Schiffe festmachen. Tanjong Pagar bezieht sich wahrscheinlich auf den Standort von PSA Gate 3 in der Nähe des Victoria Dock. Um Tanjong Pagar herum lagen Mangrovensümpfe, die vom Mount Palmer und anderen nahe gelegenen kleinen Hügeln mit Erde gefüllt waren, um die Kais bis nach Telok Blangah zu verlängern.

## Geschichte

Hafen Tanjong Pagar ca. 1910

Gegründet im 17. Jahrhundert war Tanjong Pagar, zwischen den Docks und der Stadt gelegen, eine Enklave für Tausende von chinesischen und indischen Hafenarbeitern, die ab der Mitte des 19. Jahrhunderts nach Singapur gezogen waren. Bei all dem Verkehr zwischen den Docks und der Stadt war Tanjong Pagar auch ein einträglicher Ort für Rikschafahrer, die auf Kunden warteten. Ihre Anwesenheit war so weit verbreitet, dass die Regierung 1904 eine Jinricksha-Station an der Kreuzung von Tanjong Pagar Road und Neil Road errichtete.

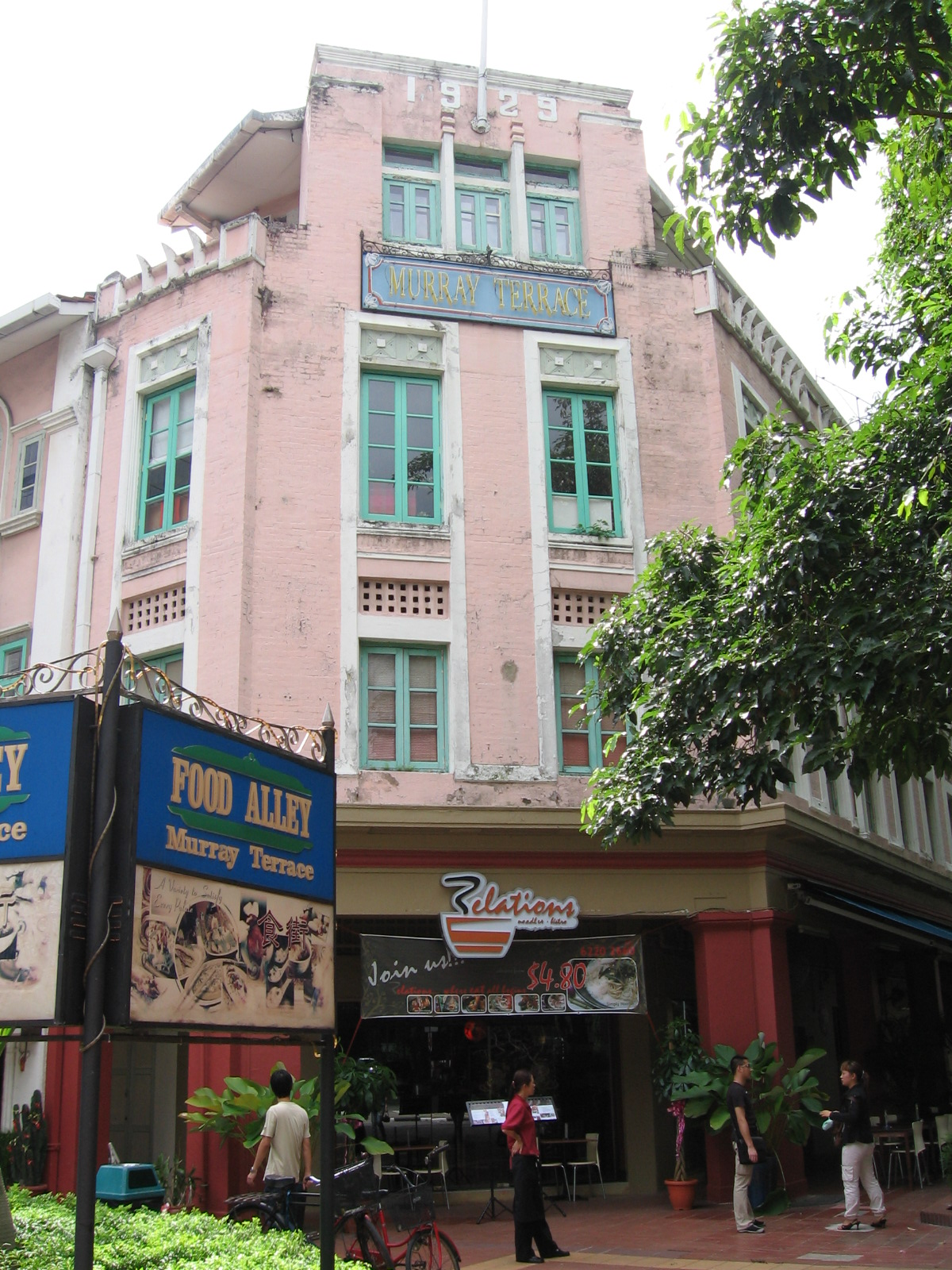
Murray Terrace ist benannt nach Colonel A. Murray, Colonial Engineer und Surveyor General der Straits Settlements um die Wende des 20. Jahrhunderts.

Seit der Inbetriebnahme der Docks im Jahr 1864 stiegen die Grundstückswerte in Tanjong Pagar und lockten reiche chinesische und arabische Händler an, um dort Immobilien zu kaufen.
Die Verbreitung von verarmten Arbeitnehmern führte zu Überfüllung, Umweltverschmutzung und sozialen Problemen wie Opiumrauchen und Prostitution. Tanjong Pagar entwickelte sich im Allgemeinen zu einem Ghetto in der Innenstadt. Bis zum Zweiten Weltkrieg war Tanjong Pagar eine überwiegend arbeitende Hokkien-Region mit einer indischen Minderheit.

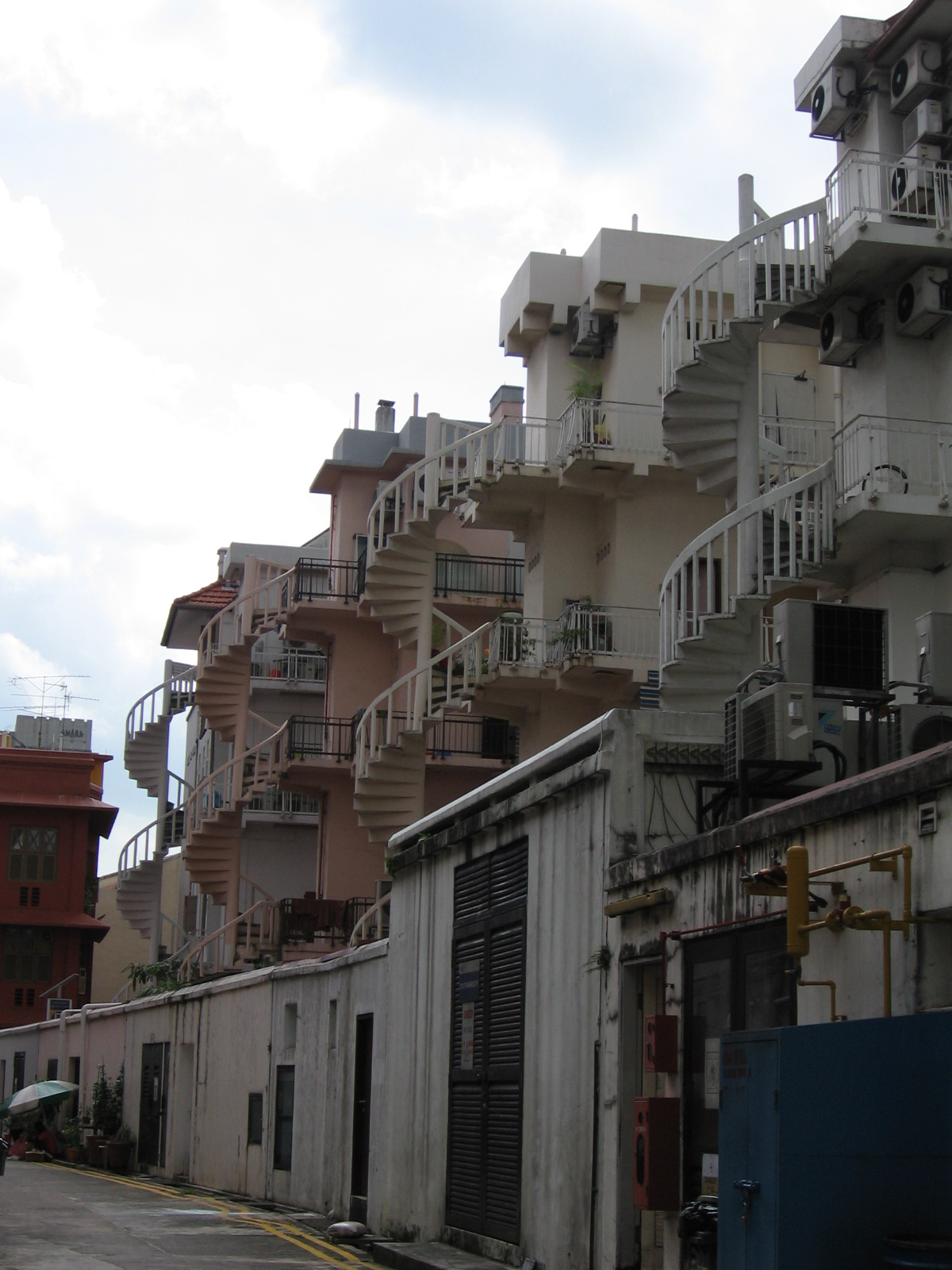
Die charakteristischen Wendeltreppen an der Rückseite der Ladenhäuser in Tanjong Pagar.

Mitte der 1980er Jahre wurde Tanjong Pagar als erstes Gebiet in Singapur im Rahmen des Naturschutzplans der Regierung ausgewiesen. Als das Naturschutzprojekt abgeschlossen war, wurden viele der Ladenhäuser des Gebiets in ihrem ursprünglichen Aussehen wiederhergestellt. Aber obwohl ein paar Spuren der alten Tanjong Pagar erhalten sind – ein altes Schwimmbad, der seltsame Straßenschuster – hat sich das Gesicht von Tanjong Pagar verändert. Heute ist Tanjong Pagar ein beliebtes Viertel mit florierenden Geschäften, Cafés, Bars und Restaurants.

## Sehenswürdigkeiten
- Das Tanjong Pagar Centre wurde 2016 fertiggestellt und ist das höchste Gebäude in Singapur.
- Tanjong Pagar Railway Station, die malaysische Eisenbahngesellschaft (Keretapi Tanah Melayu (KTM)) fuhr hier Züge zu einem Terminalbahnhof. Drei tägliche Züge fuhren nach Kuala Lumpur, weitere fuhren in andere Teile Malaysias. Nach einer Vereinbarung zwischen Malaysia und Singapur vom 24. Mai 2010 wurde der Betrieb der Station am 1. Juli 2011 eingestellt. Der südliche Endpunkt von KTM befindet sich jetzt am Woodlands Train Checkpoint in der Nähe des Damms. Die singapurische Regierung hat versprochen, das Bahnhofsgebäude von Tanjong Pagar zu erhalten und in zukünftige Entwicklungen auf dem Gelände zu integrieren.

### Tanjong Pagar Plaza
Die Tanjong Pagar Plaza, deren Gebäudekomplex an der Tanjong Pagar Road die Ladenhäuser aus der Vorkriegszeit ersetzte, war früher die Cheng Cheok Street nach Khoo Cheng Cheok. Khoo Cheng Cheok ist vermutlich der Bruder des Reishändlers Khoo Cheng Tiong, der Präsident der Thong Chai Medical Institution war. Es war einst ein wichtiger Verkehrsknotenpunkt zwischen den Lagerhäusern entlang des Singapore River und den Kais. Ochsenkarren und Handkarren strömten durch das Gebiet und transportierten Waren von einem Punkt zum anderen.
Tanjong Pagar Plaza bezieht sich auf die Läden, die vom HDB für Unternehmen gebaut wurden. Das Food Center ist bekannt für seine lokalen Gerichte wie Nasi-Lemak und Fischsuppe. Es gibt vier Stände, an denen Nasi-Lemak verkauft wird, und fünf Stände, an denen Fischsuppe verkauft wird.
Ein Teil des Plans des HDB in der frühen Stadtplanung war die Integration von Wohngebäuden in der Nähe von Unternehmen im CBD-Gebiet. Die dortigen Büros und Geschäfte sind jedoch von den HDB-Wohnungen getrennt.

## Politik
Heutzutage ist der gesamte Ort politisch gesehen zwischen Tanjong Pagar GRC und Jalan Besar GRC aufgeteilt. Beide sind unter der Regierungspartei PAP.
Der westliche Teil von Tanjong Pagar liegt hauptsächlich in der Tanjong Pagar-Tiong Bahru Division von Tanjong Pagar GRC. Seit der Gründung des Wahlbezirks im Jahr 1955 war Lee Kuan Yew von der PAP bis zu seinem Tod am 23. März 2015 Mitglied des Parlaments. Lees Nachfolger ist Indranee Thurai Rajah, die in ihrem Tanglin-Cairnhill auch von Joan Pereira vertreten wurde. (später geteilt in Henderson-Dawson und Moulmein-Cairnhill. Henderson-Dawson wird von Joan Pereira bedient, während Moulmein-Cairnhill von Melvin Yong bedient wird).
Die östliche Hälfte des Gebiets befindet sich ebenfalls in der Abteilung Kreta Ayer-Kim Seng des GRC Jalan Besar, dessen Abgeordneter seit 1997 Dr. Lily Neo ist. Sie gehörte von 2011 bis 2015 zum GRC Tanjong Pagar.